# Puppet Master (franciză)
Puppet Master este o serie de filme de groază care prezintă un grup de păpuși animate cu ajutorul unei străvechi formule egiptene, fiecare echipată cu un dispozitiv unic și periculos (deși nu în toate filmele păpușile sunt înfățișate ca un pericol) și sunt reprezentate ca eroi, anti-eroi și antagoniști. Franciza este produsă de Full Moon Features și a început în 1989 cu primul film omonim al seriei, care a fost urmat de nouă continuări precum și alte produse media (jucării, benzi desenate, etc).

## Lista filmelor
- Puppet Master (1989), regizor David Schmoeller
- Puppet Master II (1991)
- Puppet Master III: Toulon's Revenge (1991)
- Puppet Master 4 (1993)
- Puppet Master 5: The Final Chapter (1994)
- Curse of the Puppet Master (1998)
- Retro Puppet Master (1999), regizor David DeCoteau
- Puppet Master: The Legacy (2003), regizor Charles Band
- Puppet Master vs. Demonic Toys (2004)
- Puppet Master: Axis of Evil (2009)
- Puppet Master X: Axis Rising (2012)

Notă:
Filmul din 1994 The Puppet Masters deși are un nume asemănător nu face parte din această franciză, fiind inspirat de romanul omonim al lui Robert A. Heinlein care prezintă o invazie extraterestră.